# Apollon Solna FK
Apollon Solna FK är en ideell idrottsförening i Solna kommun, grundad 2009. Föreningen har vuxit till att omfatta över 700 aktiva spelare inom fotboll.
Förutom fotboll erbjuder föreningen även dans och basket för damer.
Herrlaget i fotboll avancerade till division 4 inför säsongen 2025.